# Ruína do jogador
O termo ruína do jogador é um conceito estatístico, mais comumente expresso como o fato de que um jogador que joga um jogo de valor esperado negativo acabará eventualmente falindo, independentemente do seu sistema de apostas.
O significado original do termo é que um jogador persistente que aumenta sua aposta para uma fração fixa da banca quando ganha, mas não a reduz quando perde, irá inevitavelmente falir, mesmo se tiver um valor esperado positivo em cada aposta.
Outro significado comum é que um jogador persistente com riqueza finita, jogando um jogo justo (isto é, cada aposta tem valor esperado de zero para ambos os lados) vai inevitavelmente falir contra um oponente com riqueza infinita. Tal situação pode ser modelada por um passeio aleatório na reta dos números reais. Nesse contexto, é provável que o agente retornará ao seu ponto de origem ou falirá e ficar arruinado um número infinito de vezes se o passeio aleatório continuar para sempre. Este é o corolário de um teorema geral de Christiaan Huygens, também conhecido como ruína do jogador. Esse teorema mostra como calcular a probabilidade de cada jogador ganhar uma série de apostas que continua até que toda a aposta inicial seja perdida, dadas as apostas iniciais dos dois jogadores e a probabilidade constante de vitória. Esta é a ideia matemática mais antiga que atende pelo nome de ruína do jogador, mas não a primeira ideia à qual o nome foi aplicado. O uso comum do termo hoje é outro corolário do resultado de Huygens.
O conceito pode ser declarado como um paradoxo irônico: persistentemente correr riscos benéficos nunca é benéfico no final. Essa forma paradoxal da ruína do jogador não deve ser confundida com a falácia do jogador, um conceito diferente.
O conceito tem relevância específica para jogadores; no entanto, também leva a teoremas matemáticos com ampla aplicação e muitos resultados relacionados em probabilidade e estatística. O resultado de Huygens, em particular, levou a avanços importantes na teoria matemática da probabilidade.

## História
A primeira menção conhecida do problema da ruína do jogador é uma carta de Blaise Pascal a Pierre Fermat em 1656 (dois anos após a correspondência mais famosa sobre o problema dos pontos).  A versão de Pascal foi resumida em uma carta de 1656 de Pierre de Carcavi para Huygens:
Deixe dois homens jogarem com três dados, o primeiro jogador marcando um ponto sempre que o 11 é lançado, e o segundo sempre que 14 é lançado. Mas, em vez de os pontos se acumularem da maneira normal, deixe um ponto ser adicionado à pontuação de um jogador apenas se a pontuação de seu oponente for zero, mas, caso contrário, deixe que seja subtraído da pontuação de seu oponente. É como se os pontos opostos formassem pares e se aniquilassem, de modo que o jogador que estava atrás sempre tivesse zero pontos. O vencedor é o primeiro a atingir doze pontos; quais são as chances relativas de cada jogador ganhar?
Huygens reformulou o problema e publicou-o em De ratiociniis in ludo aleae ("On Reasoning in Games of Chance", 1657):
Problema (2-1) Cada jogador começa com 12 pontos, e um lançamento bem-sucedido dos três dados para um jogador (obtendo um 11 para o primeiro jogador ou 14 para o segundo) adiciona um à pontuação daquele jogador e subtrai um da pontuação do outro jogador; o perdedor do jogo é o primeiro a chegar a zero pontos. Qual é a probabilidade de vitória de cada jogador? 
Esta é a formulação clássica de ruína do apostador: dois jogadores começam com apostas fixas, transferindo pontos até que um ou outro seja "arruinado" ao chegar a zero pontos. No entanto, o termo "ruína do jogador" não foi aplicado até muitos anos depois. 

## Razões para os quatro resultados
Sendo "banca" a quantidade de dinheiro que um jogador tem à sua disposição a qualquer momento, e seja N qualquer número inteiro positivo. Suponha que ele aumente sua aposta para {\displaystyle {\frac {\text{banca}}{N}}} quando ele ganha, mas não reduz a aposta quando perde. Este padrão geral não é incomum entre os jogadores reais e os cassinos encorajam isso pelo "chipping up" dos vencedores (dando-lhes fichas de valor base maior).  Sob este esquema de apostas, serão necessárias no máximo N apostas perdedoras consecutivas para levá-lo à falência. Se sua probabilidade de ganhar cada aposta for menor que 1 (se for 1, então ele não é um jogador), ele eventualmente perderá N apostas consecutivas, por maior que N seja. Não é necessário que ele siga a regra precisa, apenas que aumente sua aposta rápido o suficiente à medida que ganha. Isso é verdade mesmo se o valor esperado de cada aposta for positivo.
O jogador que joga um jogo justo (com 0,5 probabilidade de vitória) acabará falindo ou dobrará sua fortuna. Vamos definir que o jogo termina em qualquer evento. Esses eventos são igualmente prováveis, ou o jogo não seria justo. Portanto, ele tem 0,5 chance de falir antes de dobrar seu dinheiro. Dado que ele dobra seu dinheiro, um novo jogo começa e ele novamente tem 0,5 chance de dobrar seu dinheiro antes de falir. Após o segundo jogo, há uma chance de 1/2 x 1/2 de que ele não tenha falido no primeiro e no segundo jogo. Continuando dessa forma, a chance de não falir após n jogos sucessivos é de 1/2 x 1/2 x 1/2 x. . . 1/2 ^ n que se aproxima de 0. Sua chance de falir após n jogos sucessivos é de 0,5 + 0,25 + 0,125 +. . . 1 - 1/2 ^ n que se aproxima de 1.
O resultado de Huygens é ilustrado na próxima seção.
O eventual destino de um jogador em um jogo de valor esperado negativo não pode ser melhor do que o do jogador em um jogo justo, então ele também irá falir.

## Exemplo do resultado de Huygens

### Lançamento de uma moeda justa
Considere um jogo de cara ou coroa com dois jogadores em que cada jogador tem 50% de chance de ganhar a cada cara ou coroa. Após cada lançamento da moeda, o perdedor transfere um centavo para o vencedor. O jogo termina quando um jogador tem todos os centavos.
Se não houver outras limitações no número de lançamentos, a probabilidade de que o jogo acabe dessa forma é 1. (Uma maneira de ver isso é a seguinte. Qualquer sequência finita de cara e coroa será invertida com certeza: a probabilidade de não ver essa sequência, embora alta no começo, diminui exponencialmente. Em particular, os jogadores eventualmente lançariam uma sequência de caras tão longa quanto o número total de centavos em jogo, momento no qual o jogo já deve ter terminado. )
Se o jogador um tiver n 1 centavos e o jogador dois n 2 centavos, as probabilidades P 1 e P 2 de que os jogadores um e dois, respectivamente, terminarão sem um centavo são:
{\displaystyle {\begin{aligned}P_{1}&={\frac {n_{2}}{n_{1}+n_{2}}}\\[5pt]P_{2}&={\frac {n_{1}}{n_{1}+n_{2}}}\end{aligned}}}
Dois exemplos disso são se um jogador tiver mais moedas do que o outro; e se ambos os jogadores tiverem o mesmo número de centavos. No primeiro caso, digamos que o jogador um {\displaystyle (P_{1})} tem 8 centavos e o jogador dois ({\displaystyle P_{2}}) tem 5 centavos, então a probabilidade de cada perda é:
{\displaystyle {\begin{aligned}P_{1}&={\frac {5}{8+5}}={\frac {5}{13}}=0.3846{\text{ or }}38.46\%\\[6pt]P_{2}&={\frac {8}{8+5}}={\frac {8}{13}}=0.6154{\text{ or }}61.54\%\end{aligned}}}
Conclui-se que, mesmo com chances iguais de ganhar, o jogador que começa com menos centavos tem maior probabilidade de falhar.
No segundo caso, onde ambos os jogadores têm o mesmo número de centavos (neste caso 6) a probabilidade de cada perda é:
{\displaystyle {\begin{aligned}P_{1}&={\frac {6}{6+6}}={\frac {6}{12}}={\frac {1}{2}}=0.5\\[5pt]P_{2}&={\frac {6}{6+6}}={\frac {6}{12}}={\frac {1}{2}}=0.5\end{aligned}}}

### Lançamento de uma moeda injusta
No caso de uma moeda injusta, onde o jogador um ganha cada lançamento com probabilidade p, e o jogador dois ganha com probabilidade q = 1 - p, então a probabilidade de cada terminar sem nenhum centavo é:
{\displaystyle {\begin{aligned}P_{1}&={\frac {1-({\frac {p}{q}})^{n_{2}}}{1-({\frac {p}{q}})^{n_{1}+n_{2}}}}\\[5pt]P_{2}&={\frac {1-({\frac {q}{p}})^{n_{1}}}{1-({\frac {q}{p}})^{n_{1}+n_{2}}}}\end{aligned}}}
Isso pode ser mostrado da seguinte forma: Considere a probabilidade de o jogador 1 experimentar a ruína dos jogadores começando com {\displaystyle n>1} quantia de dinheiro, {\displaystyle P(R_{n})}. Então, usando a Lei da Probabilidade Total, temos
{\displaystyle P(R_{n})=P(R_{n}\mid W)P(W)+P(R_{n}\mid {\bar {W}})P({\bar {W}}),}
onde W denota o evento em que o jogador 1 ganha a primeira aposta. Então claramente {\displaystyle P(W)=p} e{\displaystyle P({\bar {W}})=1-p=q}. Além disso {\displaystyle P(R_{n}\mid W)} é a probabilidade de que o jogador 1 experimente a ruína do jogador começando com {\displaystyle n+1} quantia de dinheiro: {\displaystyle P(R_{n+1})}; e {\displaystyle P(R_{n}\mid {\bar {W}})} é a probabilidade de que o jogador 1 experimente a ruína do jogador começando com {\displaystyle n-1} quantia de dinheiro: {\displaystyle P(R_{n-1})}.
Denotando {\displaystyle q_{n}=P(R_{n})}, obtemos a relação de recorrência homogênea linear
{\displaystyle q_{n}=q_{n+1}p+q_{n-1}q,}
que podemos resolver usando o fato de que {\displaystyle q_{0}=1} (ou seja, a probabilidade de ruína do jogador, dado que o jogador 1 começa sem dinheiro é 1), e {\displaystyle q_{n_{1}+n_{2}}=0} (ou seja, a probabilidade de ruína do jogador, dado que o jogador 1 começa com todo o dinheiro, é 0). Para uma descrição mais detalhada do método, consulte, por exemplo - Feller (1970), An introduction to probability theory and its applications, 3ª ed.

## Problema da ruína paraN-jogador
O problema descrito acima (2 jogadores) é um caso especial do chamado problema da ruína para N-Jogador. Aqui {\displaystyle N\geq 2\,\,} jogadores com capital inicial {\displaystyle x_{1},x_{2},\ldots ,x_{N}\,\,}dólares, respectivamente, jogam uma sequência de jogos independentes (arbitrários), ganham e perdem certas quantias de dólares entre si de acordo com regras fixas. A sequência de jogos termina assim que pelo menos um jogador for arruinado. Os métodos da cadeia de Markov padrão podem ser aplicados para resolver, em princípio, este problema mais geral, mas os cálculos rapidamente se tornam proibitivos assim que o número de jogadores ou seu capital inicial aumenta. Para {\displaystyle N=2\,} e grandes capitais iniciais {\displaystyle x_{1},x_{2}\,}, a solução pode ser bem aproximada usando o movimento browniano bidimensional. (Para {\displaystyle N\geq 3} isso não é possível.) Na prática, o verdadeiro problema é encontrar a solução para os casos típicos de {\displaystyle N\geq 3} e capital inicial limitado. Swan (2006) propôs um algoritmo baseado em métodos analíticos de matriz (algoritmo de dobramento para problemas de ruína) que reduz significativamente a magnitude da tarefa computacional em tais casos.